# Fredi Lüscher
Fredi Lüscher (* 1. Dezember 1943 in Arth am See; † 30. Mai 2006) war ein Schweizer Jazzpianist und Publizist.

## Leben und Wirken
Lüscher lernte als Autodidakt Klavier. Ursprünglich als Sprachlehrer an Schulen tätig, war er seit 1985 Berufsmusiker. Sein besonderes Interesse galt neben der Improvisation der Interpretation der  Kompositionen von Duke Ellington, Thelonious Monk und Carla Bley. Er arbeitete als Solist, im Duo mit Urs Voerkel, mit Markus Eichenberger und mit Nat Su, aber auch in Triobesetzungen mit Cristin Wildbolz und Margrit Rieben sowie mit Marco Käppeli und Daniel Studer. Weiterhin spielte er in den Bands von Christoph Gallio und Christian Gilardi. Er war international auf Tournee und spielte auf Festivals in der Schweiz, in Deutschland, Frankreich und Argentinien. Außerdem redigierte er von 1998 bis 2000 das Bulletin des Schweizer Musik Syndikats und führte ab 2002 ein Forschungsprojekt an der Musikhochschule Luzern durch. Auch war er als Kolumnist für Die Wochenzeitung und als Gestalter von Radioprogrammen tätig. Er starb an den Folgen eines Herzinfarkts.

## Werke

### Diskographische Hinweise
- Rubato (Altrisuoni 2006)
- mit Nat Su und Cécile Olshausen: Dear C. The Music of Carla Bley (Altrisuoni 2003)
- mit Marco Kaeppeli und Daniel Studer: Nomis (Altrisuoni 2003)
- mit Nat Su: Smada - The Music Of Edward D. Ellington (Altrisuoni 2001)
- mit Markus Eichenberger: Eulengesänge Vol I (Altrisuoni 1999)
- mit Margrit Rieben, Cristin Wildbolz: Cieletterra (Altrisuoni 1998)
- mit Urs Voerkel: Weiss (UTR 1992)

### Buchveröffentlichung
- Wie wird am Radio über Jazz und Improvisierte Musik gesprochen? Verlag Musikhochschule, Luzern 2004.

## Lexikalische Einträge
- Bruno Spoerri:  Biografisches Lexikon des Schweizer Jazz CD-Beilage zu: Bruno Spoerri (Hrsg.): Jazz in der Schweiz. Geschichte und Geschichten. Chronos-Verlag, Zürich 2005, ISBN 3-0340-0739-6